# Siyov
Siyov är en ort i Azerbajdzjan.   Den ligger i distriktet Lerik Rayonu, i den södra delen av landet, 220 km sydväst om huvudstaden Baku. Siyov ligger 995 meter över havet och antalet invånare är 1 120.
Terrängen runt Siyov är huvudsakligen kuperad, men söderut är den bergig. Närmaste större samhälle är Osakyudzha, 17,8 km nordost om Siyov. 
Omgivningarna runt Siyov är en mosaik av jordbruksmark och naturlig växtlighet. Runt Siyov är det ganska tätbefolkat, med 67 invånare per kvadratkilometer.